# Microcyphus keiensis
Microcyphus keiensis is een zee-egel uit de familie Temnopleuridae.
De wetenschappelijke naam van de soort werd in 1942 gepubliceerd door Theodor Mortensen.